# فيكتور فرانسيس هيس

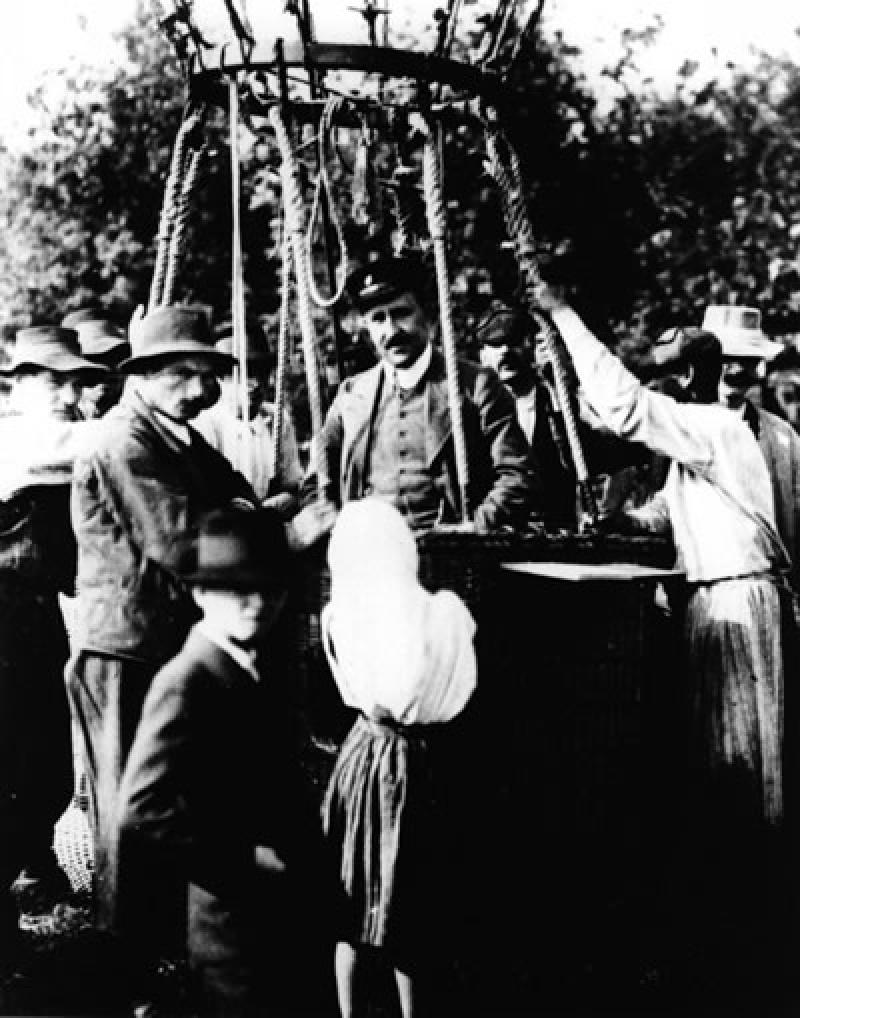
هيس (وسط) في العمل

فيكتور هس (بالألمانية: Victor Franz Hess)‏ ولد في 24 يونيو 1883 في النمسا وتوفي في 17 ديسمبر 1964 في الولايات المتحدة. كان عالم فيزيائي نمساوي-أمريكي حاز على جائزة نوبل للفيزياء مناصفةً مع كارل ديفيد أندرسون وذلك في عام 1936 عن اكتشافه الأشعة الكونية.

## روابط خارجية
- فيكتور فرانسيس هيس على موقع الموسوعة البريطانية (الإنجليزية)
- فيكتور فرانسيس هيس على موقع مونزينجر (الألمانية)
- فيكتور فرانسيس هيس على موقع إن إن دي بي (الإنجليزية)